# Tegna

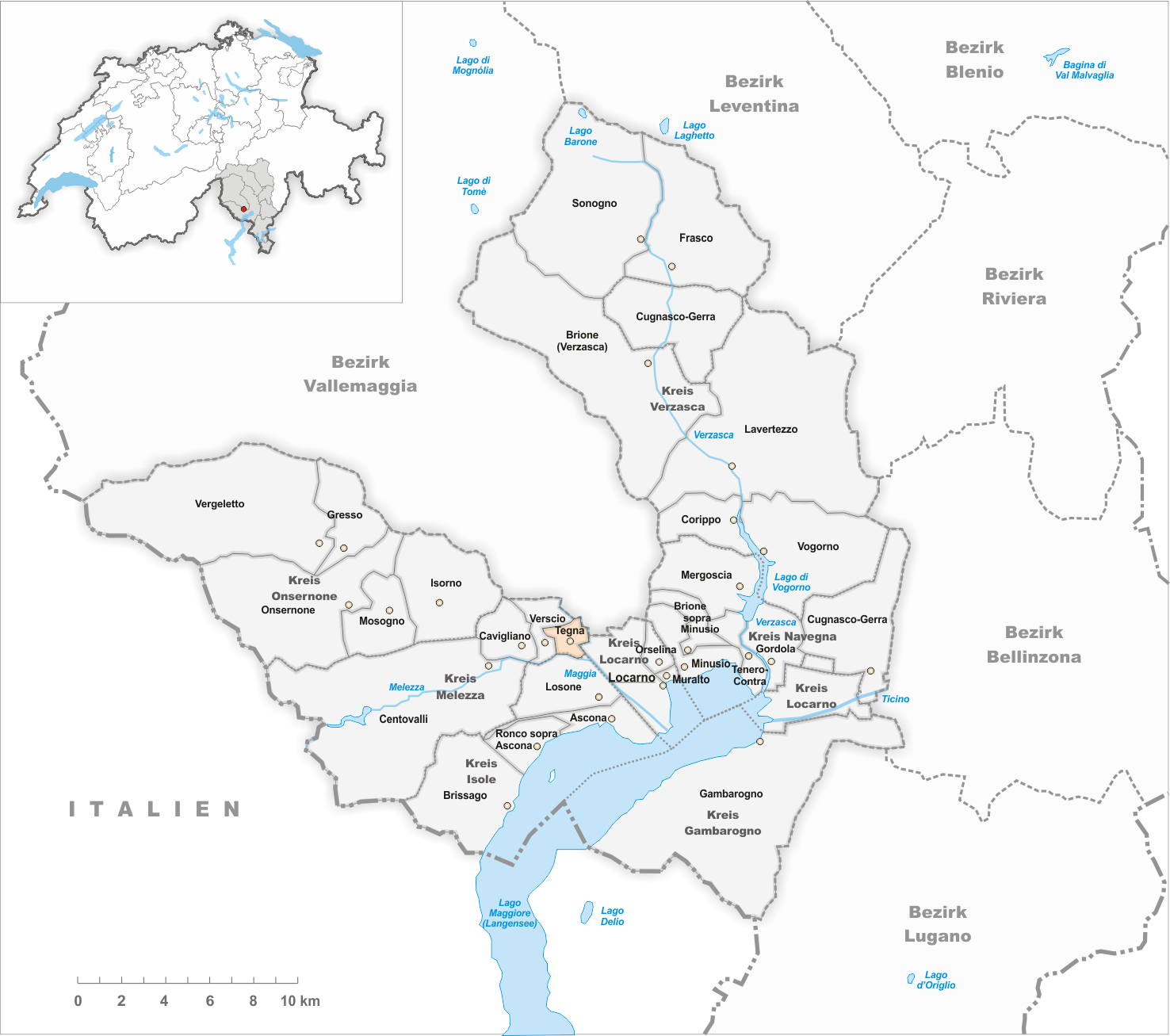
Gemeindestand vor der Fusion am 14. April 2013

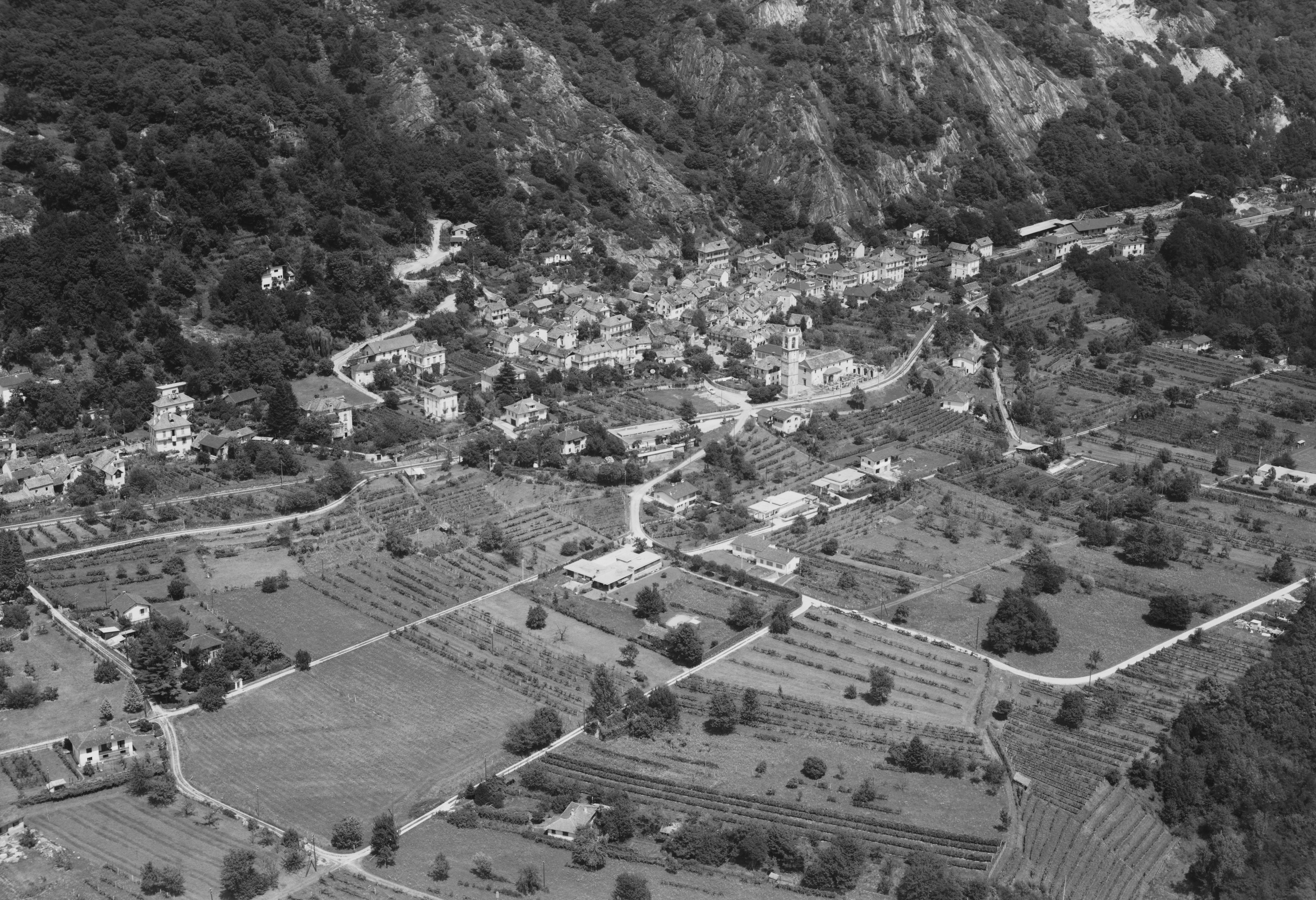
Tegna, historisches Luftbild von Werner Friedli (1964)

Tegna war bis am 13. April 2013 eine politische Gemeinde im Kreis Melezza, im Bezirk Locarno des Kantons Tessin in der Schweiz.

## Geographie
Tegna liegt im unteren Onsernonetal. Zur Gemeinde gehört ein Teil der Ortschaft Ponte Brolla. Bis zur Fusion waren die Nachbargemeinden Avegno TI, Locarno, Losone und Verscio.

## Geschichte
Am 22. September 2002 fand eine Konsultativabstimmung zum Fusionsprojekt der Gemeinden Tegna, Verscio und Cavigliano zur neuen Gemeinde Terre di Pedemonte statt. Das Projekt wurde nach dem ablehnenden Votum der Stimmberechtigten von Tegna aufgegeben. Auf den 14. April 2013 wurde Tegna mit Cavigliano und Verscio zur neuen Gemeinde Terre di Pedemonte fusioniert.
Tegna bildet aber nach wie vor eine eigenständige Bürgergemeinde.

## Bevölkerung
Einwohnerzahlen: Volkszählungsdaten
Der starke Anstieg der Bevölkerung in den 1980er-Jahren ist auf die Nähe zur Agglomeration Locarno zurückzuführen.

## Sehenswürdigkeiten
- Pfarrkirche Santa Maria Assunta[4]
- Mittelalterliches Wohnhaus mit Doppelportal[4]
- Vorgeschichtliche und spätrömische Festung (mit möglicherweise mittelalterlichen Turmresten am höchsten Punkt und einer Festung aus dem 2. Weltkrieg im Berg), heute Castelliere (früher Castello) genannt, auf dem Hügelzug nördlich von Tegna[5][6]

## Kultur
- Galleria Carlo Mazzi[7]

## Sport
- Associazione Sportiva Tegna[8]

## Persönlichkeiten
- Domenico Pimpa (* um 1680 in Tegna; † nach 1727 ebenda), Holzschnitzler, Bildhauer. Er schuf 1702 die Statue des toten Christus in der Stiftskirche von Sant’Antonio in Locarno und 1727 die Kanzel in der Pfarrkirche von Roveredo.[9][10]
- Gottardo Zurini (* 5. April 1746 in Tegna; † 6. März 1815 in Riva San Vitale), Priester, Doktor der Theologie, apostolischer Protonotar, Pfarrer von Gordevio und Tegna, 1801 bis zu seinem Tode Erzpriester von Riva San Vitale, Tessiner Staatsrat 1803–1805, Mitglied des Grossrates 1803–1815 und dessen erster Präsident 1803.[11][12]
- Jean Gilbert (1879–1942), deutscher Komponist und Dirigent, er wohnte oft in Tegna.
- Rico Jenny (* 1896; † 1961 in Tegna), Photograph, Musiklehrer, Sänger[13][14]
- Hannah Arendt (1906–1975), jüdische deutsch-US-amerikanische politische Theoretikerin und Publizistin, sie wohnte oft in Tegna.
- Carlo Mazzi (* 19. Januar 1911 in Tegna; † 7. Februar 1988 in Locarno), Maler, Zeichner, Xylograf, Keramikarbeiter[15]
- Fred Werner (* 1915 in Ost-Deutschland; † 1979 in Tegna), Maler[16]
- Patricia Highsmith (1921–1995), Schriftstellerin (Tegna war ihr letzter Wohnort, Grab auf dem dortigen Friedhof)
- Alfred Ehrismann (* 1926 in Winterthur), Pianist[17]
- Franco Donati (* 1932), Elektroingenieur an der ETH Zürich, Oberst und Politiker (CVP)
- Harald Szeemann (1933–2005), Museumsleiter
- Ingeborg Lüscher (* 1936), Künstlerin, Malerin, Schauspielerin
- Mario De Rossa (* 1944), aus Tegna, Lokalhistoriker, Sekundarlehrer, Politiker, Gemeinderat in Muralto, Friedensrichter[18]

## Bilder

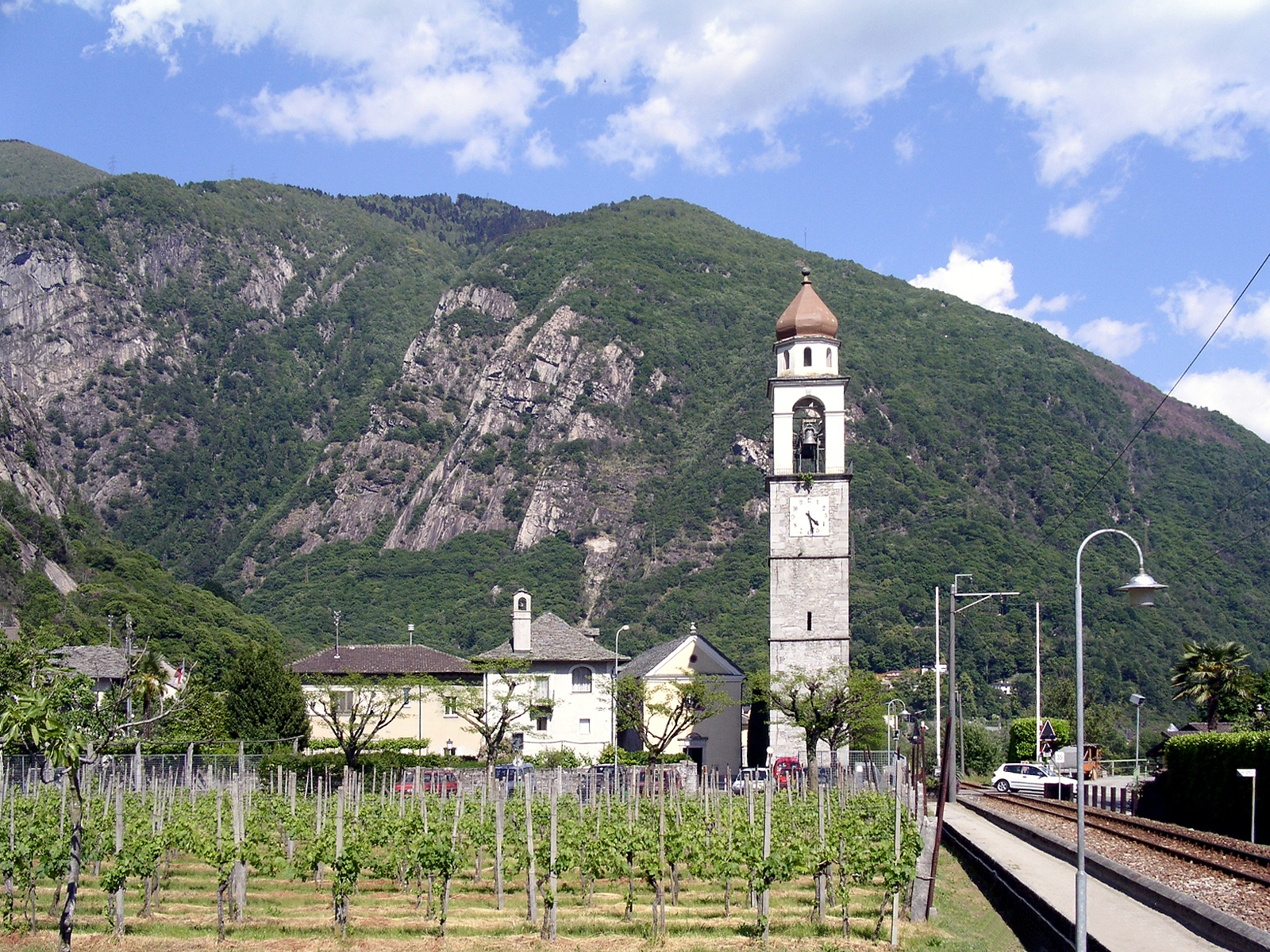
Pfarrkirche Santa Maria Assunta von Tegna
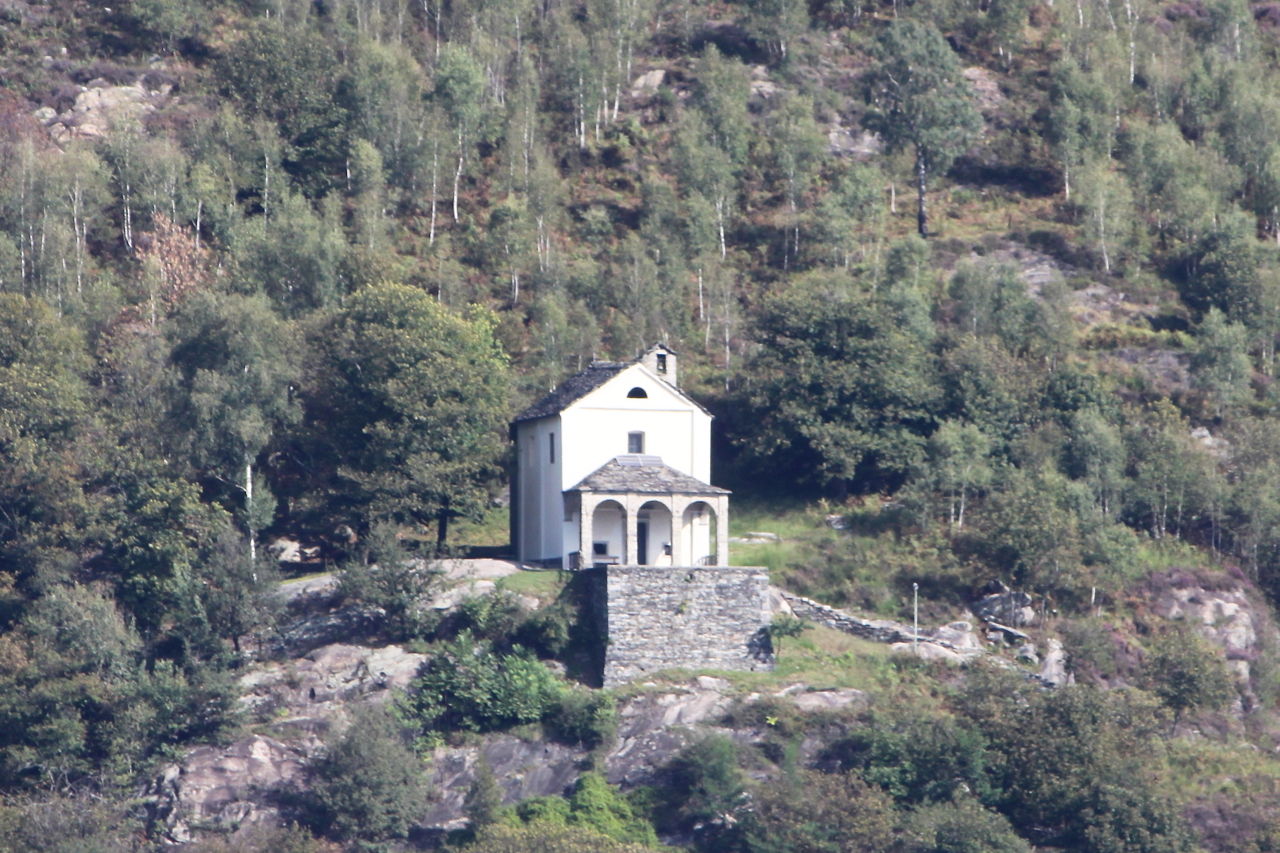
Oratorium Madonna delle Scalate
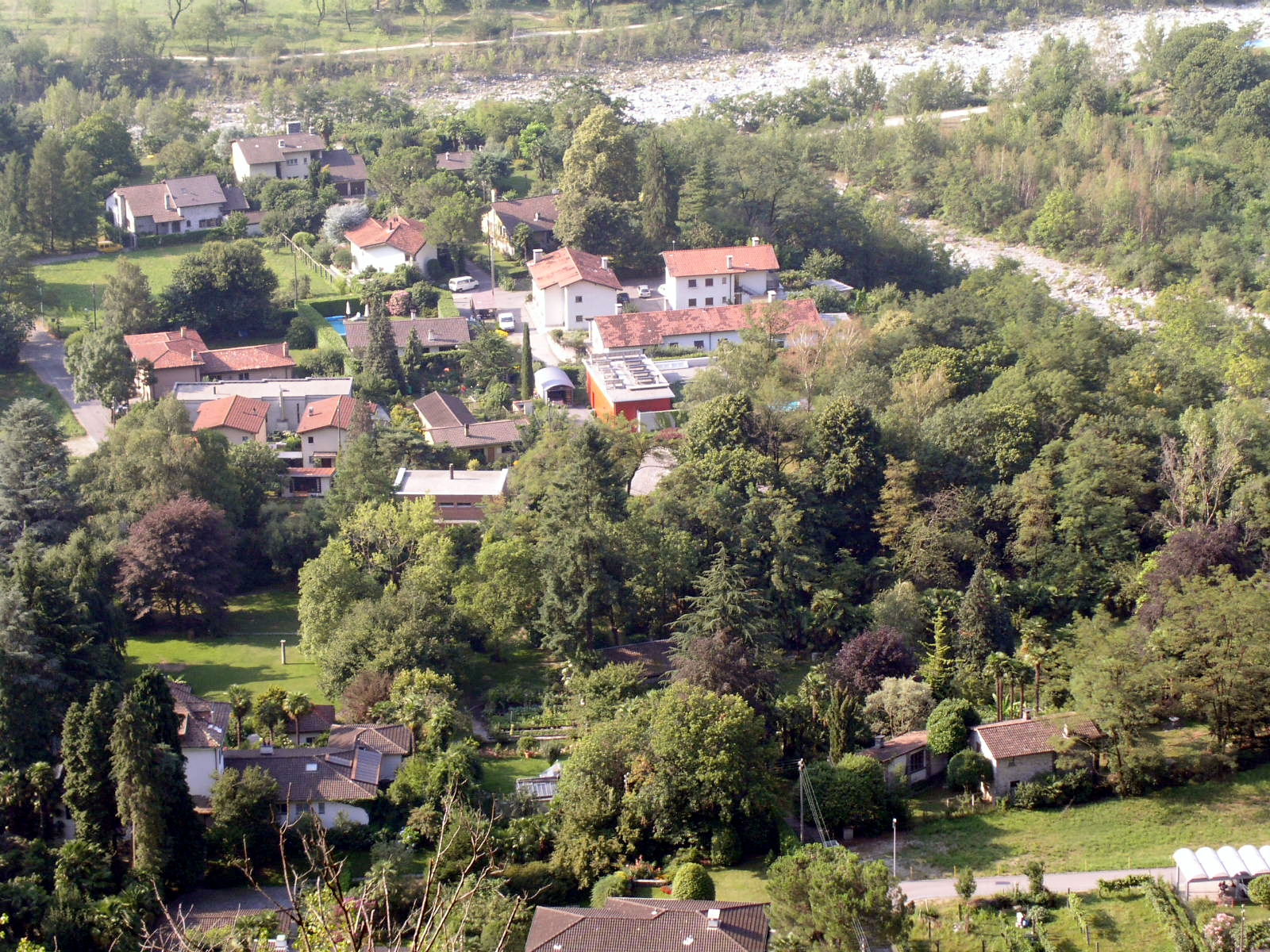
Tegna Campagna
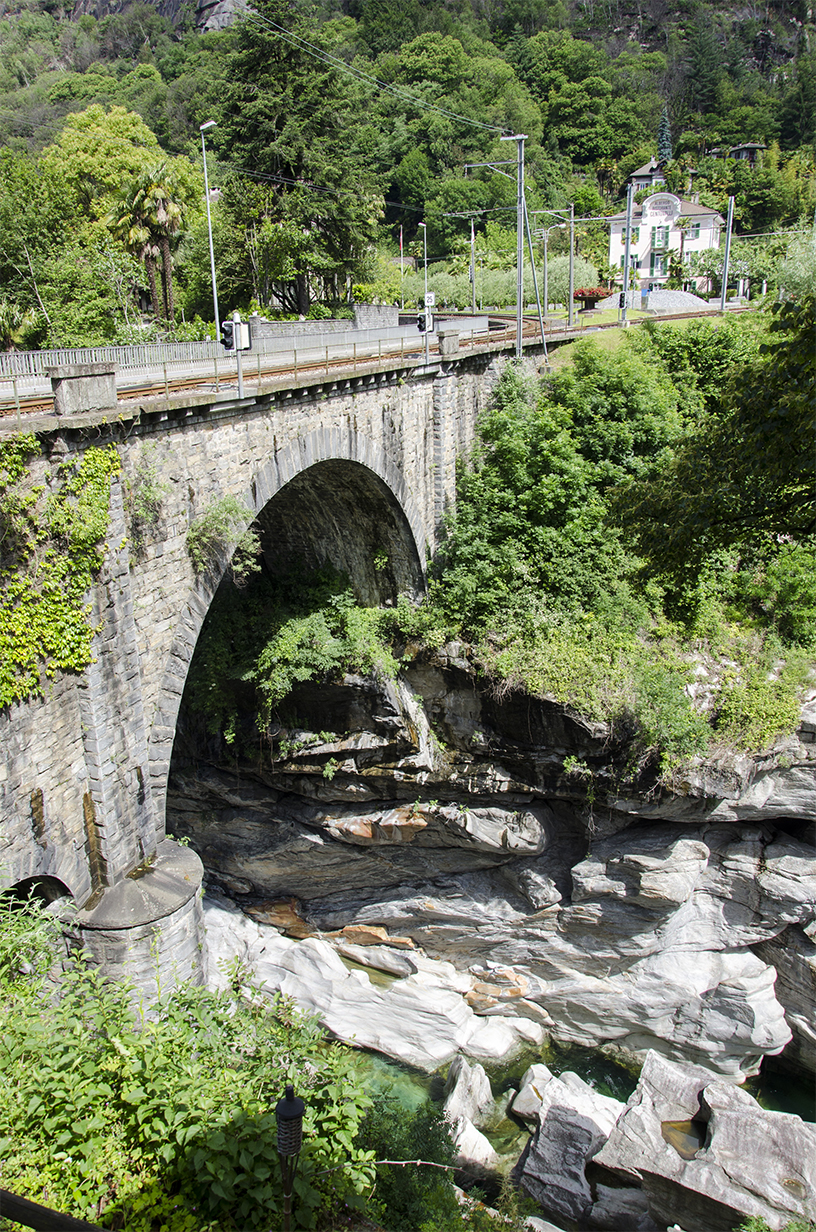
Ponte Brolla-Brücke
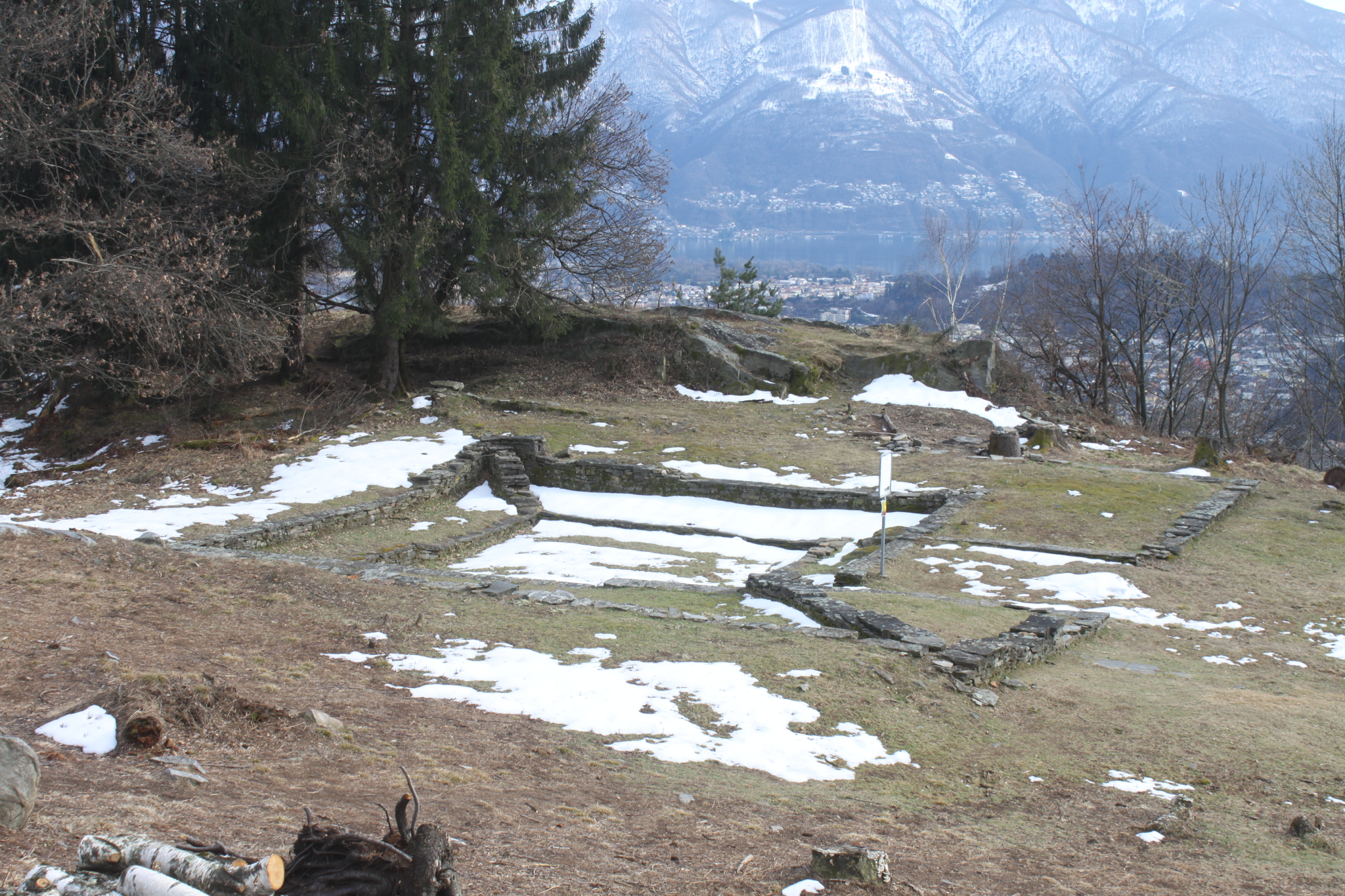
Il Castelliere
Castelliere. Historisches Bild von Leo Wehrli (1943)
Il Castelliere, Grabung von Südwest. Historisches Bild von Leo Wehrli (1943)